# Banque centrale du Lesotho
Pour les articles homonymes, voir CBL.
La Banque centrale du Lesotho (en sotho du Sud: Banka e Kholo ea Lesotho; en anglais : Central Bank of Lesotho, CBL) est la banque centrale lésothienne.

## Histoire
Fondée en 1978 initialement sous le nom d'Autorité monétaire du Lesotho, la banque a débutée des opérations le 2 janvier 1980.
En 1982, elle a été rebaptisée Banque centrale du Lesotho par une loi du Parlement.
En 1986, le Lesotho est devenu membre de la Aire monétaire commune (CMA), qui a remplacé la Zone monétaire du Rand.
En août 2000, la loi de 2000 sur la Banque centrale du Lesotho a été adoptée. Cette législation a accordé à la CBL une autonomie considérable et a clairement défini son objectif principal.

## Liste de gouverneurs
| Rang | Nom                      | Mandat                        |
| ---- | ------------------------ | ----------------------------- |
| 1er  | Kobeli Molemohi          | 1979 - 1982                   |
| 2e   | Stefan Schönberg         | Novembre 1982 - Novembre 1985 |
| 3e   | Erik Lennart Karlsson    | Novembre 1985 - juin 1988     |
| 4e   | Anthony Mothae Maruping  | Juillet 1988 - mai 1998       |
| 5e   | Stephen Mustapha Swaray  | 1998 - 2001                   |
| 6e   | Motlatsi Matekane        | 2001 - 2006                   |
| 7e   | Moeketsi Senaoana        | 2007 - 2011                   |
| 8e   | Retselisitsoe Matlanyane | Janvier 2012 - Décembre 2021  |
| 9e   | Lehlomela Mohapi         | Janvier 2022 - Mai 2022       |
| 10e  | Emmanuel Letete          | (Depuis Juin 2022)            |